# Grand Prix Węgier 1992
Grand Prix Węgier 1992 (oryg. Marlboro Magyar Nagydj) – 11. runda Mistrzostw Świata Formuły 1 w sezonie 1992, która odbyła się 16 sierpnia 1992, po raz siódmy na torze Hungaroring.
8. Grand Prix Węgier, siódme zaliczane do Mistrzostw Świata Formuły 1.

## Wyniki

### Kwalifikacje
| P                          | Nr | Kierowca           | Konstruktor(-silnik)  | Opony | Czas     | Odstęp   | Strata   |
| -------------------------- | -- | ------------------ | --------------------- | ----- | -------- | -------- | -------- |
| 1                          | 6  | Riccardo Patrese   | Williams-Renault      | G     | 1:15.476 | -        | -        |
| 2                          | 5  | Nigel Mansell      | Williams-Renault      | G     | 1:15.643 | 0:00.167 | 0:00.167 |
| 3                          | 1  | Ayrton Senna       | McLaren-Honda         | G     | 1:16.267 | 0:00.624 | 0:00.791 |
| 4                          | 19 | Michael Schumacher | Benetton-Ford         | G     | 1:16.524 | 0:00.257 | 0:01.048 |
| 5                          | 2  | Gerhard Berger     | McLaren-Honda         | G     | 1:17.277 | 0:00.753 | 0:01.801 |
| 6                          | 20 | Martin Brundle     | Benetton-Ford         | G     | 1:18.148 | 0:00.871 | 0:02.672 |
| 7                          | 9  | Michele Alboreto   | Footwork-Mugen-Honda  | G     | 1:18.604 | 0:00.456 | 0:03.128 |
| 8                          | 25 | Thierry Boutsen    | Ligier-Renault        | G     | 1:18.616 | 0:00.012 | 0:03.140 |
| 9                          | 27 | Jean Alesi         | Ferrari               | G     | 1:18.665 | 0:00.049 | 0:03.189 |
| 10                         | 28 | Ivan Capelli       | Ferrari               | G     | 1:18.765 | 0:00.100 | 0:03.289 |
| 11                         | 26 | Érik Comas         | Ligier-Renault        | G     | 1:18.902 | 0:00.137 | 0:03.426 |
| 12                         | 15 | Gabriele Tarquini  | Fondmetal-Ford        | G     | 1:19.123 | 0:00.221 | 0:03.647 |
| 13                         | 12 | Johnny Herbert     | Lotus-Ford            | G     | 1:19.143 | 0:00.020 | 0:03.667 |
| 14                         | 10 | Aguri Suzuki       | Footwork-Mugen-Honda  | G     | 1:19.200 | 0:00.057 | 0:03.724 |
| 15                         | 29 | Bertrand Gachot    | Larrousse-Lamborghini | G     | 1:19.365 | 0:00.165 | 0:03.889 |
| 16                         | 11 | Mika Häkkinen      | Lotus-Ford            | G     | 1:19.587 | 0:00.222 | 0:04.111 |
| 17                         | 17 | Paul Belmondo      | March-Ilmor           | G     | 1:19.626 | 0:00.039 | 0:04.150 |
| 18                         | 14 | Eric van de Poele  | Fondmetal-Ford        | G     | 1:19.776 | 0:00.150 | 0:04.300 |
| 19                         | 4  | Andrea de Cesaris  | Tyrrell-Ilmor         | G     | 1:19.867 | 0:00.091 | 0:04.391 |
| 20                         | 30 | Ukyō Katayama      | Larrousse-Lamborghini | G     | 1:19.990 | 0:00.123 | 0:04.514 |
| 21                         | 33 | Maurício Gugelmin  | Jordan-Yamaha         | G     | 1:20.023 | 0:00.033 | 0:04.547 |
| 22                         | 3  | Olivier Grouillard | Tyrrell-Ilmor         | G     | 1:20.063 | 0:00.040 | 0:04.587 |
| 23                         | 16 | Karl Wendlinger    | March-Ilmor           | G     | 1:20.315 | 0:00.252 | 0:04.839 |
| 24                         | 32 | Stefano Modena     | Jordan-Yamaha         | G     | 1:20.707 | 0:00.392 | 0:05.231 |
| 25                         | 8  | Damon Hill         | Brabham-Judd          | G     | 1:20.781 | 0:00.074 | 0:05.305 |
| 26                         | 22 | Pierluigi Martini  | Dallara-Ferrari       | G     | 1:20.988 | 0:00.207 | 0:05.512 |
| Nie zakwalifikowali się    |    |                    |                       |       |          |          |          |
|                            | 24 | Gianni Morbidelli  | Minardi-Lamborghini   | G     | 1:21.246 | 0:00.258 | 0:05.770 |
|                            | 21 | JJ Lehto           | Dallara-Ferrari       | G     | 1:21.288 | 0:00.042 | 0:05.812 |
|                            | 23 | Alessandro Zanardi | Minardi-Lamborghini   | G     | 1:21.756 | 0:00.468 | 0:06.280 |
|                            | 34 | Roberto Moreno     | Moda-Judd             | G     | 1:22.286 | 0:00.530 | 0:06.810 |
| Nie przedkwalifikowali się |    |                    |                       |       |          |          |          |
|                            | 35 | Perry McCarthy     | Moda-Judd             | G     | -        | -        | -        |
| P                          | Nr | Kierowca           | Konstruktor(-silnik)  | Opony | Czas     | Odstęp   | Strata   |

### Wyścig
| Poz. | Nr. | Kierowca           | Konstruktor           | Okrążeń | Czas/powód NU           | Poz. start. | Punktów |
| ---- | --- | ------------------ | --------------------- | ------- | ----------------------- | ----------- | ------- |
| 1    | 1   | Ayrton Senna       | McLaren-Honda         | 77      | 1:46:19.216             | 3           | 10      |
| 2    | 5   | Nigel Mansell      | Williams-Renault      | 77      | + 40.139                | 2           | 6       |
| 3    | 2   | Gerhard Berger     | McLaren-Honda         | 77      | + 50.782                | 5           | 4       |
| 4    | 11  | Mika Häkkinen      | Lotus-Ford            | 77      | + 54.313                | 16          | 3       |
| 5    | 20  | Martin Brundle     | Benetton-Ford         | 77      | + 57.498                | 6           | 2       |
| 6    | 28  | Ivan Capelli       | Ferrari               | 76      | + 1 okrążenie           | 10          | 1       |
| 7    | 9   | Michele Alboreto   | Footwork-Mugen-Honda  | 75      | + 2 okrążenia           | 7           |         |
| 8    | 4   | Andrea de Cesaris  | Tyrrell-Ilmor         | 75      | + 2 okrążenia           | 19          |         |
| 9    | 17  | Paul Belmondo      | March-Ilmor           | 74      | + 3 okrążenia           | 17          |         |
| 10   | 33  | Maurício Gugelmin  | Jordan-Yamaha         | 73      | + 4 okrążenia           | 21          |         |
| 11   | 8   | Damon Hill         | Brabham-Judd          | 73      | + 4 okrążenia           | 25          |         |
| NU   | 19  | Michael Schumacher | Benetton-Ford         | 63      | Uszkodzona aerodynamika | 4           |         |
| NU   | 6   | Riccardo Patrese   | Williams-Renault      | 55      | Silnik                  | 1           |         |
| NU   | 22  | Pierluigi Martini  | Dallara-Ferrari       | 40      | Skrz. biegów            | 26          |         |
| NU   | 30  | Ukyō Katayama      | Larrousse-Lamborghini | 35      | Silnik                  | 20          |         |
| NU   | 27  | Jean Alesi         | Ferrari               | 14      | Wypadł z toru           | 9           |         |
| NU   | 29  | Bertrand Gachot    | Larrousse-Lamborghini | 13      | Kolizja                 | 15          |         |
| NU   | 10  | Aguri Suzuki       | Footwork-Mugen-Honda  | 13      | Kolizja                 | 14          |         |
| NU   | 3   | Olivier Grouillard | Tyrrell-Ilmor         | 13      | Kolizja                 | 22          |         |
| NU   | 16  | Karl Wendlinger    | March-Ilmor           | 13      | Kolizja                 | 23          |         |
| NU   | 32  | Stefano Modena     | Jordan-Yamaha         | 13      | Kolizja                 | 24          |         |
| NU   | 14  | Eric van de Poele  | Fondmetal-Ford        | 2       | Wypadł z toru           | 18          |         |
| NU   | 25  | Thierry Boutsen    | Ligier-Renault        | 0       | Kolizja                 | 8           |         |
| NU   | 26  | Érik Comas         | Ligier-Renault        | 0       | Kolizja                 | 11          |         |
| NU   | 15  | Gabriele Tarquini  | Fondmetal-Ford        | 0       | Kolizja                 | 12          |         |
| NU   | 12  | Johnny Herbert     | Lotus-Ford            | 0       | Kolizja                 | 13          |         |
| NZ   | 24  | Gianni Morbidelli  | Minardi-Lamborghini   |         |                         |             |         |
| NZ   | 21  | Jyrki Järvilehto   | Dallara-Ferrari       |         |                         |             |         |
| NZ   | 23  | Alessandro Zanardi | Minardi-Lamborghini   |         |                         |             |         |
| NZ   | 34  | Roberto Moreno     | Moda-Judd             |         |                         |             |         |
| NZ   | 35  | Perry McCarthy     | Moda-Judd             |         |                         |             |         |